# Comarca
| Comarca |
| --- |
| - Betydelse: grevskap i vissa iberiska regioner och latinamerikanska länder - Böjningsmönster: comarcor (plural); comarcas (plural i spanska och portugisiska), comarques (plural i katalanska) - Etymologi: co- ('tillsammans', 'förenat') + marca ('gränsområde') - Relaterade ord: redolada (aragonska), eskualde (baskiska), bisbarra (galiciska) |

Comarca (i plural: comarcor, comarcas [spanska] eller comarques [katalanska]), grevskap, är en traditionell region alternativt regional förvaltningsform i delar av Spanien, Portugal, Panama, Nicaragua och Brasilien. Begreppet kommer från ordet marca ('gränsområde') plus prefixet co- ('tillsammans', 'förenat').

## Utveckling av betydelsen
Comarcans ursprungliga betydelse var ett ”gränsområde”, eller åtminstone en gräns. Detta har sedan ändrats till en betydelse av ett område runt en plats. Denna senare betydelse har ordet än idag i Spanien, där det hänvisar till en geografisk skala mellan lokal och regional nivå.
Motsvarande begrepp kallas redolada på aragonesiska och eskualde på baskiska. Bisbarra finns som begrepp på galiciska.

Baskiens comarcor bär det lokala namnet eskualde. På kartan är provinsen Biscayas sju eskualde utmärkta i olika färger.

| Vänster: Aragoniens comarcor (provinsgränser i svart). Höger Kataloniens comarcor (svarta konturer) enligt indelningen från 1995, med de ännu inte införda vegueriorna som färglagda ytor. |  | Vänster: Aragoniens comarcor (provinsgränser i svart). Höger Kataloniens comarcor (svarta konturer) enligt indelningen från 1995, med de ännu inte införda vegueriorna som färglagda ytor. |
| Vänster: Aragoniens comarcor (provinsgränser i svart). Höger Kataloniens comarcor (svarta konturer) enligt indelningen från 1995, med de ännu inte införda vegueriorna som färglagda ytor. |  | |

| Vänster: I Galicien används comarca (eller bisbarra) ibland som en mellannivå mellan kommun och provins. Här syns comarcan Pontevedra (i rött, bestående av sju kommuner) inom provinsen Pontevedra (i grönt). Höger: Indelningen i comarcor i Valenciaregionen. |  | Vänster: I Galicien används comarca (eller bisbarra) ibland som en mellannivå mellan kommun och provins. Här syns comarcan Pontevedra (i rött, bestående av sju kommuner) inom provinsen Pontevedra (i grönt). Höger: Indelningen i comarcor i Valenciaregionen. |
| Vänster: I Galicien används comarca (eller bisbarra) ibland som en mellannivå mellan kommun och provins. Här syns comarcan Pontevedra (i rött, bestående av sju kommuner) inom provinsen Pontevedra (i grönt). Höger: Indelningen i comarcor i Valenciaregionen. |  | |

## Spanien

### Översikt
Spanien är delat i 17 autonoma regioner, som i sin tur är delade i 50 provinser. En del av dessa provinser är uppdelade i comarcor. Spaniens comarcor motsvarar i viss mån Frankrikes pays och Englands shires.
I Spanien motsvarar comarca ett rumsligt begrepp, som i allmänhet inte bör förväxlas med administrativa referenser. Geografiskt sett används begreppet för att beteckna ett område med speciell identitet eller karaktär.
Storleken av comarcan kan variera beroende på det utrymme som finns, och ofta refererar det till något som i storlek ligger mellan pagos och regioner. Området behöver inte nödvändigtvis vara befolkat, även om det är vanligt att en eller flera byar representerar begreppet. Området har ibland inte exakta gränser, eftersom det i själva verket innebär området runt den by eller det begrepp som det identifierar. Så på kartor står ibland bara namnet utan gränser. 
I allmänhet är comarcor mer rikligt förekommande i bergsområden eller dalgångar med komplex hydrografi och vegetation, än i homogena områden. I de förstnämnda fallen finns fler utmärkande drag och skillnader, vilket medför stora skillnader i storlek mellan olika områden. I bergsområden finns comarcor med endast några tiotals km² – som Besaya i Kantabrien – medan områdena i slättområden kan uppgå till hundratals eller tusentals km²; exempel på detta är regionen La Mancha i södra halvan av Mesetaplatån.
Det är också lättare att hitta comarcor i områden som är mindre utvecklade och mer traditionella. Den urbana utvecklingen gör att de geografiskt utmärkande dragen upphävs och gör identifieringen av området mindre viktig.
Ibland används comarca som begränsning för olika servicebranschers avgränsning, som exempelvis för sjukvård, vattenförsörjning, sophantering och liknande. Dessa gränser är vanligtvis då inte exakt lika avgränsade.

### Användning i olika regioner
I både Aragonien och Katalonien har comarcan en tydligt definierad funktion. Den samlar ett antal kommuner, och ett antal stadskommuner samlas i sin tur inom en provins; comarcan motsvarar där närmast en svensk storkommun. Exempelvis ligger stadskommunen Barcelona i comarcan Barcelonès, vilken är del av provinsen Barcelona som i sin tur ingår i den autonoma regionen Katalonien.
I Valenciaregionen används comarcan endast som benämning på en traditionell region, utan någon administrativ eller politisk betydelse. Juridiskt refereras den till som en "homologerad territoriell avgränsning".
I Galicien är comarcan (eller bisbarran) en traditionell områdesindelning som har begränsad officiell betydelse och ingen administrativ relevans. Regionregeringen (Xunta de Galicia) försöker dock omvandla bisbarrorna till riktiga administrativa indelningar, med syfte att skapa mer hanterliga enheter (jämför storkommuner i exempelvis Sverige). I Galicien har comarcorna också egna rådsförsamlingar.
I Kantabrien betecknar comarca-begreppet en traditionell eller historisk region. Ofta har det ett samband med regionens största floder. En än lösare betydelse har begreppet i bland annat Extremadura, där det motsvarar en större "trakt" eller "bygd".
Eftersom comarca-begreppet har en såpass lång historia, används det ibland inom turistnäringen. Där kopplar man ofta samman comarcan med kulturella traditioner inom en viss trakt eller bygd (region).

## Brasilien och Portugal
I dagens Brasilien, Portugal och några andra portugisisktalande områden används comarcan idag som en uppdelning mellan olika domsagor. Comarcan motsvarar antingen en kommun med egen tingsrätt eller en samling av kommuner som delar tingsrätt (jämför Sveriges härader).
Fram till 1500-talet motsvarade comarcan i Portugal en större administrativ region. Då fanns sex stycken comarcor i landet: Entre-Douro-e-Minho, Trás-os-Montes, Beira, Estremadura, Alentejo och Algarve. Den sistnämnda bar dessutom hederstiteln "kungadöme".
På 1500-talet började de sex portugisiska comarcorna istället benämnas som "provinser". Därefter, på 1600-talet, övergick comarca-begreppet i sin tur till att användas för de administrativa och juridiska indelningarna av en provins. På 1800-talet ersattes det här systemet med dagens administrativa distrikt respektive juridiska comarcor.

## Nicaragua
I Nicaragua är comarca en kommundel utanför kommunens centralort. I centralorter används istället barrios som beteckning för olika stadsdelar. Som exempel, i kommunen Nagarote är centralorten med samma namn uppdelad i 36 olika barrios med mellan 18 och 1,945 invånare i varje, medan resten av kommunen är uppdelad i 35 comarcor med mellan 30 och 2,407 invånare. I Nicaraguas senaste folkräkning, 2005, rapporterades invånarantalet för varje comarca och barrios, uppdelat på kön och ålder.
Historiskt har comarca också använts för några områden som ej tillhörde en kommun eller departement. I folkräkningen 1920 bestod landet exempelvis av 13 departement och två comarcor: San Juan del Norte och Cabo Gracias a Dios med 892 respektive 11,728 invånare. San Juan del Norte blev en egen kommun strax efter att det 1949 överfördes från Zelaya till det nyskapade departementet Río San Juan, medan comarcan Cabo Gracias a Dios såsmåningom utvecklades till den autonoma regionen Costa Caribe Norte.

## Panama

Kuna Yala i nordöstra Panama är en comarca indígena, en självstyrande region med stor indianbefolkning.

I Panama är comarca indígena beteckningen för en delvis självstyrande område med en stor indianbefolkning. Fyra comarcor (Emberá-Wounaan, Kuna Yala, Naso Tjër Di (2020) och Ngöbe-Buglé) står vid sidan om landets indelning i provinser. Två mindre comarcor (Kuna de Madugandí och Kuna de Wargandí) lyder under var sin provins, på samma sätt som en kommun.

## Italien
I delar av italien har begreppet comarca använts som beteckning för rättskipningsområde (jämför domsaga). Detta gällde i områden som tillhörde Kyrkostaten och Kungariket Sicilien. Det senare riket har sina rötter i det den stat som under delar av medeltiden styrdes från kungariket Aragonien, där comarca än idag används som administrativ term. 1812 ersattes begreppet comarca i Sicilien av distrikt och provinser.

## Andra betydelser
Den nionde största stadsregionen i Mexiko går under namnet Comarca Lagunera. Regionen utgörs av 15 olika kommuner, inklusive städerna Torreón, Coahuila och Gómez Palacio.
I Angola är Comarca namnet på en förort till Luanda, landets huvudstad.
La Comarca används ibland som översättning för Shire (svenska: Fylke), en bygd i J.R.R. Tolkiens Sagan om ringen-värld.